# 珀西山
珀西山（英語：Mount Percy），是南極洲的山峰，位於葛拉漢地，處於茹安維爾島，海拔高度765米，它在1842年12月30日由詹姆斯·克拉克·羅斯發現，現時由南極條約體系管理。